# Francisco Largo Caballero

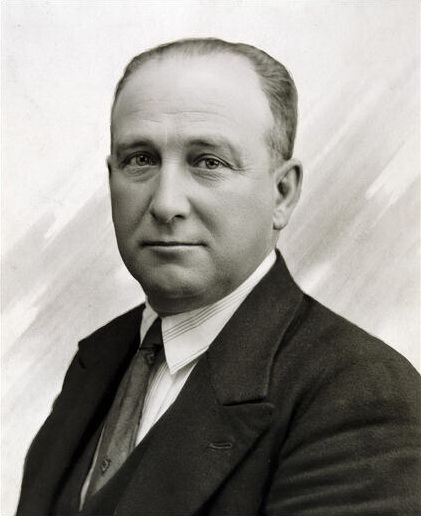
Francisco Largo Caballero.

Francisco Largo Caballero, född 15 oktober 1869 i Madrid, död 23 mars 1946 i Paris, spansk politiker, socialist och fackföreningsman. Han var ledare av PSOE och Unión General de Trabajadores (UGT).

## Biografi
Caballero var generalsekreterare i den fackliga centralorganisationen UGT och arbetsminister i flera borgerlig-socialistiska koalitionsregeringar åren 1931–1933. I spanska inbördeskrigets första skede blev han i september 1936 chef för en folkfrontsregering, i vilken han också var krigsminister.
Han lyckades dock inte skapa politisk enighet mellan de republikanska partierna och tvingades att avgå i maj 1937. Han flydde 1939 till Frankrike och satt under andra världskriget i tyskt koncentrationsläger.